# Sylvain Nouet
Sylvain Nouet, né le 22 mai 1956 au Mans, est un ancien joueur et entraîneur international de handball. Adjoint de Claude Onesta, il a entraîné l'équipe de France entre 2001 et 2014 et est ainsi considéré comme le maître d'oeuvres de la suprématie française sur le handball moderne. Il contribue ainsi à la domination de la France sur la scène internationale, remportant deux fois les Jeux olympiques, trois fois le Championnat d'Europe et deux fois le Championnat du monde en Suède.
Puis en 2015, il prend en charge l'équipe nationale de Tunisie. Au Championnat d'Afrique 2016, il conduit les Tunisiens en finale, mais au terme du match, Sylvain Nouet et ses hommes s'étaient alors emportés, verbalement et physiquement pour certains, envers la paire arbitrale russe. Suspendu six mois par la fédération internationale, il est finalement limogé par la fédération tunisienne

## Parcours

### Formation
- 2009 : CTPS/agrégation
- 1984-86 : formation à l'INSEP, brevet d'État 3e degré et diplôme de technicien supérieur du sport
- 1982 : brevet fédéral 3e degré
- 1981 : CAPES
- 1976 : bac D

### Parcours de joueur
- CSC Le Mans Handball : jusqu'en 1978
- USM Gagny de 1978 à 1985[6]
- 78 sélections en équipe de France de 1979 à 1985[1]

### Parcours professionnel
- 1981-1984 : enseignant d'éducation physique et sportive
- 1986-1989 : entraîneur de la Jeanne-d'Arc de Villemomble[6] et responsable du Centre régional de haut niveau de la région parisienne
- 1989-2000 : entraîneur national de l'équipe de France masculine junior et du Bataillon de Joinville[6]
- 2001-2014 : entraîneur adjoint de l'équipe de France masculine A
- 2015-2016 : entraîneur national de l'Équipe nationale de Tunisie
- 2017-2020 : responsable du haut niveau au CREPS de Poitiers[7]

## Palmarès

### Joueur

#### Joueur international
- participation à 3 championnats du monde

#### Joueur de club
- Vainqueur du Championnat de France (3) : 1981, 1982 et 1985
  - Deuxième en 1980 et 1984
- Finaliste de la Coupe de France en 1985
- 1/4 finaliste Coupe d'Europe des Clubs champions

### Entraîneur

#### Entraîneur adjoint de l'équipe de France A
- Médaillé d'or au Championnat d'Europe 2014
- Médaillé d'or aux Jeux olympiques 2012 à Londres
- Médaillé d'or au Championnat du monde 2011 en Suède
- Médaillé d'or au Championnat d'Europe 2010 en Autriche
- Médaillé d'or au Championnat du monde 2009 en Croatie
- Médaillé d'or aux Jeux olympiques 2008 à Pékin
- Médaille d'or au Championnat d'Europe 2006 en Suisse
- Médaillé de bronze au Championnat du monde 2005 en Tunisie
- 5e place aux Jeux olympiques 2004 à Athènes
- 6e place au Championnat d'Europe 2004 en Slovénie
- Médaillé de bronze au Championnat du monde 2003 au Portugal
- 6e place au Championnat d'Europe 2002 en Suède

#### Entraîneur de l'équipe de France Juniors
- 1999 : 4e au Mondial au Qatar
- 1998 : 11e à l'Euro en Autriche
- 1997 : 3e au Mondial en Turquie
- 1996 : 4e à l'Euro en Roumanie
- 1995 : 6e au Mondial en Argentine
- 1991 : 11e au Mondial en Grèce

#### Entraîneur en club
- Entraîneur Jeanne-d'Arc de Villemomble
- accession de préfédérale en Championnat de France de 2e division
- 1/4 finaliste challenge de France en 1988

#### Équipe nationale de Tunisie
- Médaille d’argent au Championnat d'Afrique des nations 2016